# Obertongesang
Obertongesang ist eine Gesangstechnik, die aus dem Klangspektrum der Stimme einzelne Obertöne so herausfiltert, dass sie als getrennte Töne wahrgenommen werden und der Höreindruck einer Mehrstimmigkeit entsteht. Man spricht dann von Obertongesang, wenn den Obertönen eine eigenständige musikalische Funktion zukommt, zu unterscheiden von Gesangtechniken, die lediglich die Klangfarbe der Stimme mit Obertönen anreichern.

## Stile
Eine frühe Beschreibung solcher Gesänge aus Nordasien stammt vom Naturforscher Georg Wilhelm Steller (1709–1746), der an der „Großen Nordischen Expedition“ 1733 bis 1743 nach Kamtschatka teilnahm und von den auf Kamtschatka lebenden Itelmenen berichtete:

„Unter dem Singen imitiren sie allerhand Thier- und Vögelgeschrey und machen solche Bewegungen in der Kehle, die kaum nachzumachen sind, und lautet nicht anders, als wenn 2 oder 3 zugleich, verschiedene Stimmen hören ließen.“

Der spanische Opernsänger und Gesangslehrer Manuel García (1805–1906) untersuchte die Anatomie des Kehlkopfes und ist als Erfinder der Laryngoskopie (Kehlkopfspiegelung) bekannt. Er vermeldete im Jahr 1847, einige baskische Sänger seien in der Lage, zwei Töne gleichzeitig zu singen.

### Westlicher Obertongesang
Die Gesangskunst wurde im okzidentalen Kulturkreis vor allem in der New-Age-Szene der 1980er Jahre populär. In den 1960ern hatten Komponisten wie La Monte Young und Karlheinz Stockhausen Obertongesang in die Avantgardemusik eingeführt. Obertongesang ist ebenfalls Bestandteil im Barbershopgesang. Obertöne werden dort mit drei verschiedenen Techniken erzeugt.
Die westliche Obertonmusik ist also recht jung. Während einige Künstler ihre Techniken vor allem aus Stimmexperimenten und Vokaltechniken zu einer neuen Kunstform entwickelten, lassen sich viele jüngere Obertonsänger auch von den asiatischen Kehlgesangtechniken inspirieren. Trotzdem ist ein Obertonsänger klanglich meist leicht von einem asiatischen Kehlsänger zu unterscheiden.
Obertonsänger nutzen als Grundton die „normale“ weiche Stimme. Dadurch ist ein fließender Übergang von Vokalen und Sprache zu Obertongesang möglich. Für viele Obertonmusiker sind daraus entstehende neuartige Klangfarben die Grundlage ihres künstlerischen Ausdrucks. Andere entwickeln eine hohe Virtuosität in polyphoner Singweise, indem sie zwei unabhängige Melodien gleichzeitig mit Grund- und Oberton singen. Es existieren Singkreise, die mit Obertönen in Gruppen improvisieren (chanten, tönen, Obertonchor). Der Obertongesang gehört der freien Musikszene an und entwickelt sich stetig weiter. Inzwischen wurden die ungewöhnlichen Klangeffekte auch für die Filmmusik entdeckt und finden sogar Interesse in der E-Musik.

### Kehlgesang

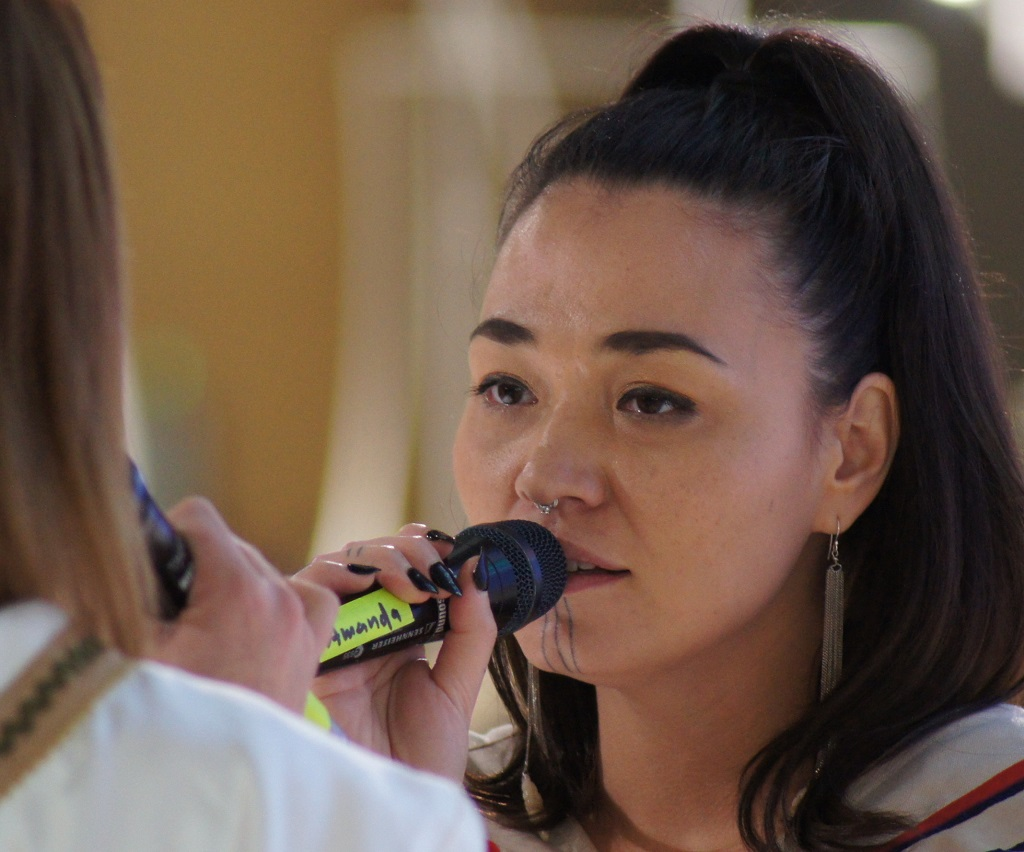
Charlotte Qamaniq, Inuit-Sängerin aus Kanada, beim Kehlgesang

In Tuwa, der Mongolei und weiteren Ländern Zentralasiens rund um das Altaigebirge wird Obertongesang in verschiedenen Formen des Kehlgesangs gepflegt. Weitere Bezeichnungen sind Kehlkopfgesang, Khoomei (Khöömei, Khöömii), tuwinisch: Хөөмей ‚Kehle‘, mongolisch Хөөмий, chakassisch: Chay. 
Der mongolische Khoomei-Gesang wurde 2009 in die UNESCO-Liste des immateriellen Kulturerbes der Menschheit aufgenommen.
Ähnliche Obertongesänge kennt man als umngqokolo von den Xhosafrauen in Südafrika und von den Dani in Papua-Neuguinea, allerdings erinnert dieser Kehlgesang eher an den westlichen Obertongesang, das Joiken der Sami oder gar an alpenländisches Jodeln.
Kehlgesang unterscheidet sich von westlichem Obertongesang sowohl musikalisch durch seine ethnische Tradition als auch technisch durch besondere Arten, den Grundton zu erzeugen. Beim Kehlgesang werden unter anderem Teile des Kehlkopfs verengt (Xorekteer). Man diskutiert eine Verengung der Taschenfalten (falsche Stimmlippen) bzw. einen aryepiglottischen Sphinkter (Bildung einer Verengung der aryepiglottischen Falten mit der Epiglottis), die jeweils einen Resonanzraum im Kehlkopf hervorrufen, der den Oberton gegenüber dem Grundton verstärkt.
Eine spezielle Kunst der Kehlsänger sowohl in Zentralasien als auch bei den Kehlsängerinnen der Xhosa ist der Gebrauch von Untertongesangstechniken, die man auf Tuwinisch Kargyraa (Untertongesang) nennt. In der Regel wird der erste Unterton der Grundstimme, die erste Subharmonische, als Grundton verwendet. Dadurch wird das Obertonspektrum des Sängers bzw. der Sängerin stark erweitert.
Der Begriff Kehlgesang wird oft synonym für zentralasiatischen Obertongesang verwendet. Das führt gelegentlich zu Verwechslungen, weil der Begriff auch für Gesangsstile Verwendung findet, die nicht zum Obertongesang zählen. Es gibt beispielsweise Untertongesangsarten, die als Kehlgesang bezeichnet werden. Die Tieftongesänge der tibetischen Lamas sowie der Samen in Lappland (Joik) seien in dem Zusammenhang erwähnt, bei denen die Obertöne nicht gezielt als musikalische Struktur verwendet werden. Auch die Kehlgesänge der kanadischen Inuit und der sardischen „cantu a tenores“ sind im engeren Sinne kein Obertongesang. Die Klassifizierung ist jedoch oft schwierig, weil ein westlich ungeschultes Ohr die Absichten fremder Musikkulturen möglicherweise nicht erkennt. Einige Autoren möchten zum Beispiel die Dominanz der 10. Harmonischen in tibetischen Gesängen als Obertongesang bezeichnet wissen.

## Künstler (Auswahl)

### Obertongesang
Christian Bollmann, Anna-Maria Hefele, David Hykes, Roberto Laneri, Bernhard Mikuskovics, Natascha Nikeprelevic, Paul Pena, Stimmhorn, Karlheinz Stockhausen, Michael Vetter, Rainer von Vielen, Christian Zehnder.

### Khoomei-Kehlgesang
Arjopa, Egschiglen, Huun-Huur-Tu, Sainkho Namtchylak, Yat-Kha, Hanggai, Enkhjargal Dandarvaanchig

## Kurzanleitung und Klangbeispiele
1. Obertongesangⓘ/?
2. Unterton-/Kehlkopfgesangⓘ/?
3. Kehlkopfgesang mit Obertönenⓘ/?

Es gibt unterschiedliche Obertontechniken:
1. Eine einfache Art, erste Obertöne zu erzielen, ist die Intonation des Wortes „Hang“ in einer mittleren, angenehmen Tonlage. Dabei muss der Nasal (also der Laut, der in der Schrift mit ng bezeichnet wird) gehalten werden. Indem man nun die Lippen nacheinander zu U-O-Å-A-Ä-E-I formt, entstehen feine und sehr hohe Töne. (Å= „o“ in „offen“)
2. Einer simplen Art des Untertongesangs nähert man sich durch einen ähnlichen Grundklang wie bei 1., nur, dass hier der Kehlkopf sehr locker gelassen wird und der Mund-Rachenraum langsam geöffnet wird.
3. Die Kombination aus beiden Klängen erreicht man, indem Klang 2 nasaliert wird. Zum Ansingen mit sofortiger Stütze eignet sich ein Plosivlaut wie „D“ mit angehängtem Nasal, also ungefähr „Dnnnnn…“.

Sehr hilfreich ist es, wenn man sich zum Üben einen Raum auswählt, der eine sehr gute Eigenresonanz hat. Wenn man dann Töne singt, welche der eigenen Resonanz des Raumes entsprechen, dann lassen sich Obertöne wesentlich einfacher darstellen. Man erkennt diese Resonanzen dadurch, dass sich ein Ton bei einer bestimmten Tonhöhe wesentlich lauter anhört als andere Tonhöhen, obwohl man selbst alle Töne gleich laut singt.